# Dimitri (auteur)
Pour les articles homonymes, voir Dimitri.
Guy Mouminoux, plus connu depuis les années 1970 sous la signature de Dimitri, né le 13 janvier 1927 à Paris et mort le 11 janvier 2022 à La Ferté-sous-Jouarre, est un auteur de bandes dessinées et écrivain français.
Auteur très prolifique de bandes dessinées pour enfants dès l'après-guerre, il accède à la reconnaissance à la fin des années 1970 lorsqu'il crée Le Goulag, s'adressant, par ses multiples allusions politiques, à un public plus adulte. C'est pour Patrick Gaumer « l'un des auteurs les plus originaux de la langue française ».
Il est également connu sous le nom de Guy Sajer pour Le Soldat oublié, ouvrage autobiographique publié en 1967 relatant son adolescence dans la Wehrmacht sur le front de l'Est et qui obtint le prix des Deux Magots.

## Biographie

### Avant la bande dessinée
Guy Mouminoux est né de Jean Mouminoux et de Marie, Amélie Fougeron le 13 janvier 1927 à Paris 10e. En 1931, la famille habitait à Paris, 81 boulevard de Charonne avec le grand-père maternel, François Faugeron, menuisier né en 1860 dans le département de la Dordogne. Son père, Jean Mouminoux exerçait la profession de chauffeur de taxi.
Sa mère était de nationalité allemande et il grandit en Alsace. Dans son enfance, il lit beaucoup de bandes dessinées : les Pim Pam Poum de Harold Knerr, Popeye et La Famille Illico, le marquent durablement. En 1940, l'Alsace est annexée par l'Allemagne, et ses jeunes envoyés dans des camps de jeunesse allemands. Engagé dans la Wehrmacht en mai 1942, puis plus précisément dans la division Grossdeutschland de la Wehrmacht en 1943, Mouminoux connaît, à seize ans, les combats sur le front de l'Est. Cette expérience le marque profondément, comme le montre son œuvre, hantée par les thèmes de la guerre et de l'ambiguïté de tout engagement.

### Des débuts anonymes
Fin 1946, peu avant ses vingt ans, Mouminoux publie dans Nous les Jeunes sa première histoire, Les Aventures de Mr Minus, bande dessinée humoristique. Malgré un bref passage dans Cœurs vaillants en 1947, il enchaîne jusqu'à la fin des années 1950 les publications dans des périodiques mineurs comme Zar'O, O.K., Ohé !, Gong, L'Équipe Junior, Jocko et Poustiquet, Pschitt Aventures, etc.
En juin 1949, il crée Maya le Sioux pour E.L.A.N. : 22 fascicules sont publiés jusqu'en mai 1950.
En 1951, il participe à Vaillant et Bravo !.
En 1956, il participe à Fillette et Joyeuse Lecture.
En 1957, il participe à Hurrah ! (Robin des Bois).
Bien qu'il préfère les histoires humoristiques, on lui commande durant ces premières années surtout des planches réalistes. Par exemple, pour le roman d'André Héléna, Des lèvres à tuer, no 11 de la série Les Grands Romans noirs dessinés des Éditions Presses Mondiales.
En 1959, la reprise de Blason d'argent, série d'aventure médiévale, dans Cœurs vaillants, principal illustré catholique, lui permet de toucher un public plus nombreux et de s'assurer des revenus plus stables : il anime la série jusqu'en 1977 pour les différentes revues des éditions Fleurus. Parallèlement, il entre à Spirou, tout d'abord via Les Belles histoires de l'oncle Paul, ensuite en réalisant entre 1963 et 1965 le scénario et les décors de trois Valhardi  pour Jijé, dont il reste un grand ami jusqu'à sa mort en 1980.
En 1964, il entre à Pilote où il anime de 1966 à 1970 Goutatou et Dorauchaux, sa première grande série humoristique, qui le convainc de la nécessité de faire de la bande dessinée d'humour pour garder un intérêt à la bande dessinée. En novembre de la même année, il participe au lancement de l'hebdomadaire Chouchou en dessinant les séries d'aventures Kilimandjaro (scénario de Pierre Heudin) et Oui, mon adjudant (scénario de Remo Forlani) ; il y collabore jusqu'au treizième et avant-dernier numéro publié en avril 1965.
En 1970, il crée Prémolaire pour Formule 1 et Rififi pour Tintin, deux autres séries humoristiques qu'il poursuit jusqu'à la fin de la décennie.
En 1973-1974, il réalise trois albums adaptant en bande dessinée les films des Charlots.

### Le Soldat oublié: Mouminoux, auteur à succès
En 1967, Mouminoux publie chez Robert Laffont Le Soldat oublié, récit autobiographique relatant ses trois ans comme « malgré-nous » (Mouminoux a été mobilisé dans la Wehrmacht en 1942 et envoyé au Reichsarbeitsdienst (RAD), puis il est volontaire dans la division d'élite Grossdeutschland) dans l'armée allemande entre 1943 et 1945. Il dira plus tard avoir alors été fasciné par la force et l'ordre allemand. L'ouvrage, bien reçu par la critique (il obtient en 1968 le prix des Deux Magots), est un succès de librairie, particulièrement à l'étranger. Traduit en 37 ou 38 langues, dont le chinois en 2011, il est vendu à près de trois millions d'exemplaires. 
Bien que Mouminoux ait pris soin de le signer du pseudonyme Guy Sajer (d'après selon lui le nom de jeune fille de sa mère), on découvre assez vite qu'il en est l'auteur, ce qui lui vaut le renvoi du magazine Pilote, dans l'équipe duquel se trouvait pourtant Serge de Beketch. Dans son autobiographie (pages 114-115) parue en 1999, il est peu explicite sur les raisons réelles de son départ de Pilote à la suite d'une convocation par le rédacteur en chef (probablement Goscinny non cité mais qualifié de « maître »). Il évoque d’abord la rédaction nocturne vers 1952-1957 de son récit de guerre contant « une période douloureuse de sa jeunesse », aboutissant à un « roman fleuve » écrit sur dix-sept « cahiers » (accompagnés de nombreux croquis et dessins) plusieurs années avant la publication. Ensuite il détaille son entretien, le différend puis la rupture immédiate qui en découle.
Le livre fut recommandé en lecture aux officiers américains comme un exemple de ce que vit un soldat dans une guerre de haute intensité.

### La naissance de Dimitri et la seconde carrière de Mouminoux
En 1975, il décide de changer de pseudonyme pour ses nouvelles séries, et signe « Dimitri Lahache » sa nouvelle série destinée Les Familleureux au périodique Spirou. Cette nouvelle identité acquiert très vite une certaine renommée à la suite de la publication des histoires courtes du léopard anthropomorphe Eugène Krampon dans Charlie Mensuel de 1976 à 1978 et au lancement l'année suivante dans le nouvel hebdomadaire du Square B.D. du Goulag, reprenant ce personnage dans de plus longues histoires. Tout au long des années 1980, la série va alterner les supports de publications, passant par Charlie Mensuel, L'Écho des savanes, L'Événement du jeudi, Magazine hebdo, etc.
Reconnu par ses pairs, exclu par Fleurus, Mouminoux se lance dans la création de nombreuses histoires, d'abord courtes (dans Charlie Mensuel au tout début des années 1980), puis longues : Les Mange-merde, dans Charlie Mensuel, Pognon's story, Les Consommateurs et L'Abattoir, dans Pilote et Charlie, Kaleunt dans L'Écho.
Au début des années 1980, après la disparition de René Goscinny, Mouminoux est pressenti par Dargaud, alors en conflit avec Albert Uderzo, pour continuer la série Astérix. Après quelques planches préliminaires (où Astérix et Obélix, finalement convertis aux bienfaits de la civilisation romaine, débutaient une carrière de légionnaires[réf. nécessaire]), Mouminoux ne donnera cependant pas suite au projet.
Au tournant des années 1990, la disparition des magazines de bande dessinée pour adultes l'empêchant de prépublier ses histoires, celles-ci sortent directement en albums : le seizième Goulag paraît en 2002 tandis que Dimitri devient un pilier de la collection « Caractères » chez Glénat, dans laquelle il publie entre 1993 et 2001 huit albums de bande dessinée historique traitant souvent de la Seconde Guerre mondiale vue du côté de l'Axe, dans la lignée de Kaleunt.
En 2003, l'auteur retrouve Albin Michel pour un nouvel album, Le Voyage.
À partir de 2003, son œuvre fait l'objet d'un travail de réédition aux éditions du Taupinambour, lesquelles publient également les planches de Krampon (dans un Goulag no 0) ainsi que deux nouveaux épisodes du Goulag que Glénat ne désirait pas éditer.
En 2007, Dimitri entame avec La Malvoisine une collaboration avec les éditions Joker.
En 2008, il y lance comme scénariste une nouvelle série, Les Oubliés de l'empire.
Guy Mouminoux meurt le 11 janvier 2022. À la fin de sa vie, pour résumer son parcours, il disait de la BD que c’était « un merveilleux métier de chien ».

## Prix
- 1968 :  Prix des Deux Magots pour Le Soldat oublié, Guy Sager, éditions Robert Laffont, 1967 [17]
- 1974 :  Prix Saint-Michel du meilleur dessin satirique  pour Rififi
- 1978 :  Prix Saint-Michel du meilleur dessin humoristique pour Le Goulag, tome 1

## Œuvres

### Bande dessinée

#### Dans des périodiques
Sous la signature « Mouminoux » ou « Guy Mouminoux »
- Mermoz, dans L'Équipe junior, SOPUSI, 1951-1952
- Gorneval, chevalier errant (dessin), avec Louis Sorel (texte), dans Jocko et Poustiquet, 1954-1955
- Six Belles histoires de l'oncle Paul (dessin), avec Octave Joly (scénario), dans Spirou, Dupuis, 1959-1960
- Trois histoires courtes dans Bonux Boy, Lessives Bonux, 1960-1961
- Le chevalier au blason d'argent, dans Cœurs Vaillants, puis J2 Jeunes et Fripounet, chez Fleurus :

1. Le Fief des Froidmont, 1962
2. Au–delà du Seeland, 1962
3. Compère Jean Bontemps, 1962
4. L’Anneau de fer, 1963
5. Les 7 Boucliers, 1963
6. La Légende du marais, 1963
7. Le Bailli de Nangis, 1964
8. Le Retour du croisé, 1964
9. Voyage à l’est, 1964-1965
10. La Longue Nuit, 1965
11. Kalemka le vaincu, 1966
12. L’Aigle de Bratislava, 1966
13. La Légende de Keneeland (dessin), avec Jean-Marie Pélaprat (scénario), 1967
14. Le Roi des Viornes (dessin), avec Jean-Marie Pélaprat (scénario), 1967
15. Le Sceau des Lombards (dessin), avec Jean-Marie Pélaprat (scénario), 1967-1968
16. Les Flèches de Beaumont (dessin), avec Jean-Marie Pélaprat (scénario), 1968
17. Mission en Aquitaine (dessin), 1970

- Neuf histoires courtes dans Cœurs Vaillants, puis J2 Jeunes (seul ou avec des scénaristes), Fleurus, 1962-1970
- Illustrations dans Cœurs Vaillants, puis J2 Jeunes, Fleurus, 1962
- Jean Valhardi (scénario), avec Jijé (dessin), dans Spirou, Dupuis :

1. Le Retour de Jean Valhardi, 1963
2. Le Grand rush, 1964
3. Le Duel des idoles, 1965

- Harald le Viking (dessin), avec George Fronval (scénario), dans J2 Jeunes, Fleurus :

1. Le Drakkar aux voiles noires, 1965
2. Le Glaive de Thor, 1966

- Les Disparus de Pol–Croac (dessin), avec Claude Auclair (scénario), dans Pilote, Dargaud, 1965-1966
- Goutatou et Dorochaux, dans Pilote, Dargaud :

1. Niche forcée à perpette, 1966
2. Paille, amour et jalousie, 1967
3. Les Tomates violentes, 1967-1968
4. Une puce gentille, 1968
5. Cap sur la capsule, 1970

- - Deux récits courts dans Super Pocket Pilote, 1968
- 13 histoires courtes dans Pilote (parfois scénarisées par d'autres lorsque c'étaient des actualités) et Super Pocket Pilote, Dargaud, 1969-1970
- des gags de HANS ET MARCEL (bande dessinée)  dans Le nouveau journal de TINTIN, Le Lombard 1977
- Une centaine de gags de Rififi, dans  Le Journal de Tintin, Le Lombard, 1970-1980
- Nombreux gags de Prémolaire dans  Formule 1, Fleurus, 1971-1976

Sous la signature « Lahache » ou « Dimitri Lahache »
- 12 gags des Familleureux, Spirou, Dupuis, 1975-1976
- 11 histoires courtes de Krampon, dans Charlie Mensuel, 1976-1978
- Deux histoires courtes dans Pilote, Dargaud, 1982

Sous la signature « Dimitri »
- Le Goulag, dans B.D., Éditions du Square :
  - Le Goulag, 1977-1978
  - Le Malgré-moi, 1978
- Huit histoires courtes dans Charlie Mensuel, Dargaud, 1982
- Le Meneur de chiens, dans Charlie Mensuel, Dargaud, 1983
- Le Goulag, dans L'Écho des savanes, Albin Michel :
  - Les Pourris, 1983-1984
  - Les Élites, 1986-1987
- Les Mange-merde, dans Charlie Mensuel, Dargaud, 1984
- Pognon's story, dans Pilote et Charlie, Dargaud, 1986
- Les Consommateurs, dans Pilote et Charlie, Dargaud, 1987
- Kaleunt, dans L'Écho des savanes, Albin Michel, 1988
- Une histoire courte dans Pilote et Charlie, Dargaud, 1988
- L'Abattoir, dans Pilote et Charlie, Dargaud, 1989

#### Albums
- Jean Valhardi (scénario), avec Jijé (dessin), Dupuis :

12.Le Retour de Jean Valhardi, 1965
13.Le Grand rush, 1965
15.Le Duel des idoles, 1985
- Les Charlots (dessin), Fleuve noir :

1. Les Fous du stade, avec Patrice Dard (scénario), 1972
2. Le Grand Bazar, avec Claude Zidi (scénario), 1973
3. Un pour tous, Tous pour un, avec Claude Zidi (scénario), 1974

- Goutatou et Dorochaux :

1. La Puce à l'oreille, Albin Michel, 1976
2. Les Tomates violentes, Glénat, 1978

- Prémolaire, Glénat :

1. La faim justifie les moyens, 1978
2. L'occasion ne fait pas le lardon, 1979
3. Un bon, tu l'as eu, vaut mieux que, trente six tu l'auras, 1979
4. Les Bons, les Brutes et Prémolaire, 1980

- Le Goulag :

1. Le Goulag, Éditions du Square, 1978
2. Loubianka, Éditions du Square, 1980
3. Les Zomes, Éditions du Square, 1980
4. Les Rois du pétrole, Éditions du Square, 1981
5. Les Pourris, Albin Michel, 1983
6. Le Match du siècle, Albin Michel, 1984
7. Cek-Çot agent double, Albin Michel, 1985
8. Les Élites, Albin Michel, 1987
9. Tovaritch sourire, Albin Michel, 1989
10. La Belle, Albin Michel, 1990
11. Exocet nous voilà !, Albin Michel, 1991
12. Halte à la viscère, Albin Michel, 1992
13. Krampon l'Imputrescible, Glénat, 1996
14. Danse avec les fous, Glénat, 1997
15. www.loubianka.com, Glénat, 2002
16. La Gargotière, Éditions du Taupinambour, 2007
17. The Furious Caleçons, Éditions du Taupinambour, 2007

0. Le Goulag 0, Éditions du Taupinambour, 2006
1 bis. Le Malgré-moi, Dargaud, 1983
- Deo Gratias, Dargaud, 1980
- Les Aventures de Rififi :

1. Les Aventures de Rififi, Artefact, 1981
2. Tome 2, Éditions du Taupinambour, 2004

- Le Meneur de chiens, Dargaud, 1984
- Les Mange-merde, Dargaud, 1985
- Pognon's story, Dargaud, 1986
- Les Consommateurs, Dargaud, 1987
- Blason d'argent, Assor BD :

1. Le Fief des Froidmont - Au-delà du Seeland, 1987
2. Les 7 Boucliers - La Légende du marais, 1988

- La Grand'messe, Dargaud, 1988
- Kaleunt, Albin, coll. « L'Écho des Savanes », 1988
- Raspoutitsa, Albin Michel, 1989
- L'Abattoir, Dargaud, 1989
- Haute Mer, Glénat, coll. « Caractère », 1993
- L'Hymne à la forêt, Glénat, coll. « Caractère », 1994
- Sous le pavillon du Tsar, Glénat, coll. « Caractère », 1995
- Kamikazes, Glénat, coll. « Caractère », 1997
- Meurtrier, Glénat, coll. « Caractère », 1998[18]
- D-LZ129 Hindenburg, Glénat, coll. « Caractère », 1999
- Kursk - Tourmente d'acier, Glénat, coll. « Caractère », 2000
- Le Convoi, Glénat, coll. « Caractère », 2001  (ISBN 2-7234-3508-3)[19].
- Les Aventures de Rififi - Intégrale, t. 1 : Le moineau turbulent, Éditions du Taupinambour, 2003
- Le Voyage, Albin Michel, 2003
- Blason d'argent, Éditions du Taupinambour :

1. L'Anneau de fer, 2003
2. L'Aigle de Bratislava, 2004
3. Kalemka le vaincu, 2004
4. La Longue Nuit, 2004
5. Compère Jean Bontemps, 2005
6. Les Sept Boucliers, 2005
7. Au-delà du Seeland, 2005
8. La Légende du marais, 2005
9. Le Bailli de Nangis, 2007
10. Le Retour du croisé, 2008

- Goutatou et Dorochaux, Éditions du Taupinambour :

1. Cap sur la capsule, 2003
2. Paille, amour et jalousie, 2004

- La Malvoisine, Joker éditions, coll. « Chefs-d'œuvre » 2007
- Les Oubliés de l'Empire (scénario), avec Philippe Eudeline (dessin), Joker éditions, coll. « Horizons » :

1. Poussières de gloire, 2008

### Littérature
- Le Soldat oublié, Robert Laffont, Paris, 1967.
- La BD... un merveilleux métier de chien, Gergovie, coll. « Tambour et Trompettes », 1999. Autobiographie illustrée de l'auteur.

### Documentation
Articles et ouvrages
- Dossier dans Les Cahiers de la bande dessinée no 63, mai 1985
- Dimitri, La BD... un merveilleux métier de chien, Tambour et Trompette, 1999.
- Patrick Gaumer, « Dimitri », dans le Larousse de la BD, Larousse, Paris, 2004, p. 236-7

Interviews
- Mouminoux (int. par Henri Filippini), « De Mouminoux... à Dimitri Lahache », dans Schtroumpfanzine no 15, janvier 1978, p. 16-21.
- Dimitri (int. par Jean-Marc Vidal), « Feldgrau d'os », BoDoï, no 32,‎ juillet 2000, p. 63-65.
- Dimitri (int. par Stéphane L.), « Dimitri », sur BrusselsBDTour, décembre 2003.